# دراگا لوچک
دراگا لوچک میلوسویچ (به صربی: Драга Љочић؛ Draga Ljočić-Milošević؛ ۱۸۵۵–۱۹۲۶) یک پزشک و فمینیست اهل صربستان بود.
دراگا لوچک اولین صرب پذیرفته شده در دانشگاه زوریخ سوئیس در سال ۱۸۷۲ بود. در طول جنگ بین صربستان و امپراتوری عثمانی او با درجه ستوان به عنوان یک دستیار پزشک در ارتش خدمت کرد. دراگا لوچک در سال ۱۸۷۹ فارغ‌التحصیل شد. او مجوز کار پزشکی را در صربستان در سال ۱۸۸۱ گرفت و نخستین زن پزشک صرب بود. او همچنین از چهره‌های پیشرو در جنبش تازه تأسیس حقوق زنان صرب بود.
در سال ۲۰۱۶ گوگل ۱۶۱مین سالگرد دراگا لوچک را با تغییر گوگل دودل گرامی داشت.